# アメリカ空軍
アメリカ空軍（アメリカくうぐん、英: United States Air Force, 略称: USAF）は、アメリカ軍の航空部門。アメリカ合衆国空軍、あるいは単に合衆国空軍、ほかに米空軍とも呼ばれる。任務は「アメリカ合衆国を防衛し、航空宇宙戦力によってその国益を守ること」である。

## 概説
空軍設立前は、海軍に属さない航空戦力は陸軍が受け持っていたが、国家安全保障法の策定により陸軍から独立、1947年9月18日に設立された。設立から今日まで、世界各地の多くの戦争や紛争に関与してきた歴史がある。2000年代現在、アメリカ空軍は7,000機以上の航空機を運用する世界最大の空軍であり、世界各地に空軍基地をもつ。
戦闘機・爆撃機・輸送機・大陸間弾道ミサイルなどを擁し、制空・航空攻撃・物資輸送・核抑止能力保持が任務の中心である。また、軍事衛星打ち上げ・運用においても中心的な役割を果たしている。対潜哨戒機および艦載機はアメリカ海軍、攻撃ヘリコプターおよび長距離地対空ミサイルはアメリカ陸軍の管轄となり、それらは有していない。アメリカ合衆国本土が仮想敵国から離れていたこともあり、前方への戦力展開と侵攻戦闘能力を重視し、基地と空中給油機の活用により東南アジアや中東をはじめ事実上、世界各地への航空攻撃能力を有する。相対的に本土防空任務の割合は低く、それは予備兵力が主体となっている。

## 歴史
アメリカ陸軍に航空機部門 (Aeronautical Division) が創設されたのは1907年のことである。これは陸軍通信隊 (Signal Corps) の中の一部門であった。通信隊内に設立されたのは気球部隊が通信隊の職掌にあったからであった。1914年に航空機部門は航空部 (Aviation Section) に改編されている。

### 第一次世界大戦
1917年、アメリカ合衆国が第一次世界大戦に参戦した。航空部隊も拡充を図り、1918年5月に軍事航空機部門 (Division of Military Aeronautics)、続いて5月24日にアメリカ陸軍航空部 (U.S. Army Air Service, USAAS) に改編された。
陸軍航空部は人員20万人を擁し、アメリカ遠征軍 (America Expeditionary Force, AEF) の一部として、特にサンミエルの戦いとムーズ・アルゴンヌの攻勢において、アメリカ陸軍に戦術的支援を行った。エディ・リッケンバッカー大尉とフランク・ルーク大尉などがエース（撃墜王）となった。
1926年、陸軍航空部は、アメリカ陸軍航空隊 (U.S. Army Air Corps, USAAC) に改編された。この時期、航空隊は新技術の実験を開始した。B-9の開発、初の全金属製単葉爆撃機であるB-10の開発、そして新型戦闘機の開発などが行われた。1937年にはB-17 フライングフォートレスが初めてその姿を現した。航法技術の大きな進歩によって、3機のB-17がイタリアの客船レックスを海上で捕捉することに成功した。

### 第二次世界大戦
次なる変化は第二次世界大戦によってもたらされた。1941年、アメリカ陸軍における陸軍地上軍 (U.S.Army Ground Forces) と対等の部門として、アメリカ陸軍航空軍 (U.S.Army Air Forces; USAAF) が設置された。この時点で陸軍航空隊は陸軍航空軍の下位部局と位置づけられていたが、1942年3月9日に発効した大規模な軍再編成の折に組織として統合された。陸軍航空軍は地上部隊に従属しない作戦指揮権を持つようになり、陸軍地上軍や海軍と同等の発言力を持つに至った。
欧州戦線
ヨーロッパにおいて、アメリカ陸軍航空軍は昼間爆撃を開始した。統合参謀本部では英国空軍の計画立案者たちが反対したが、それを押し切ってのことだった。合衆国の戦術は、戦闘機の護衛なしに昼間のドイツ上空に爆撃機を何十機も緊密に編隊飛行させ、爆撃機同士が互いに装備する機銃・機関砲でハリネズミのように防衛し合うというものであったが、部分的な成功しか収められなかった。ルーマニアのプロイエシュチにある精油所、ドイツ中部のシュヴァインフルトのボールベアリング工場、ドイツ南部のレーゲンスブルクにあるメッサーシュミット工場への爆撃作戦では、多くの爆撃機が撃墜され、おびただしい数の搭乗員が戦死した。長大な航続距離を誇るP-51マスタング戦闘機が爆撃機の護衛に参加するようになると、爆撃機搭乗員の戦死者は減少した。1944年、2月20日から25日までにわたるビッグウィーク (Big Week) と呼ばれる1週間に、連合軍は「アーギュメント」作戦を行い、ドイツ空軍は熟練のパイロットを失った。
太平洋戦線
太平洋戦線において陸軍航空軍は、中国内陸部から飛び立ったB-29スーパーフォートレスによって日本本土を攻撃した。この爆撃行の兵站支援行動は空輸によって行われ、ヒマラヤ越え（ハンプ越え）として有名である。重い爆弾と燃料の両方を運搬せねばならず、さらにジェット気流中の高高度飛行がB-29の航続距離に影響した。1944年にサイパンの航空基地を確保し本格的な日本本土空襲が開始されると、当時の司令官であるヘイウッド・ハンセル准将は高々度からの軍事拠点への爆撃を行ったが、効果が薄いという軍上層部の判断で解任される。後任として、英国で第8爆撃軍団第3航空師団司令官、インド・カラグプルで第20爆撃集団司令官を歴任したカーチス・ルメイ将軍が第21爆撃集団司令官として1945年1月20日グアムに赴任すると、爆撃戦略が切り替えられた。それまでの高高度からの精密爆撃を止めて、低高度からの焼夷弾爆撃へと変更されたことで、分散した日本の工業地帯を破壊するだけにとどまらず、多くの都市が壊滅的な被害を受け、たとえば東京大空襲では1晩で10万人以上が死亡した。B-29はまた、1945年8月に、原子爆弾を日本の広島市と長崎市に投下した。

### 第二次世界大戦後
ハリー・S・トルーマン大統領が国家安全保障法に署名し、陸軍航空軍は陸軍から独立し、アメリカ合衆国空軍省が設立された。1947年9月18日、連邦最高裁判所長官フレッド・M・ヴィンソンがスチュアート・サイミントンの初代空軍長官への就任宣誓を承認したことでここにアメリカ空軍が正式に始動した。
1948年、東ドイツの共産主義政権は、イギリス・アメリカ・フランスの管理下にあった西ベルリンへの道路を封鎖した。このため、西ベルリンでは、生活必需品の不足など、市民生活に多大な支障が生じた。このため、空輸軍団がC-121 コンステレーションとC-54 スカイマスターなどの輸送機によって生活必需品をはじめとする大量の物資の空輸を行った（ベルリン空輸）。

### 朝鮮戦争
1950年6月25日に朝鮮戦争が始まると、アメリカ空軍はただちに自国民を退避させた。しかし、アメリカ極東空軍（現存しない軍団）は韓国・金浦の拠点空軍基地を失った。その結果、孤立した釜山の守備部隊に対して、日本から飛び立って近接航空支援を行わなくてはならなくなった。アメリカは日本に駐留していたF-80を派遣した。当初は北朝鮮の戦力を考慮して、数日で戦闘が終結すると考えていたが、中国、ソ連の後押しもあり、地上軍は北朝鮮軍に押され、さらなる南進を許すことになる。当時のアメリカ大統領H・S・トルーマンは、国連安保理の決議を経て、国連軍として1950年9月にダグラス・マッカーサー元帥による仁川への上陸を行った（仁川上陸作戦）。これを受けて極東空軍は元の基地へと復帰し、それらの基地を拠点として、北朝鮮と中国の国境付近までの進撃を支援した。航空戦力では、アメリカ空軍は完全に制空権を握っており、連日のように北朝鮮に対して爆撃を遂行した。しかし、1950年10月に中国軍が全面的に北朝鮮を支援。11月1日に後退翼をもった旧ソ連のMiG-15が登場し、アメリカ空軍のB-29が次々と撃墜されたが、F-86セイバーを投入し反撃に出た。ちなみに、これが世界初のジェット戦闘機同士の対決である。1950年12月の中国人民志願軍による反攻時には、空軍は戦術航空支援を行った。
朝鮮戦争が休戦となり、当初から戦力不足が指摘されていた戦術航空軍団 (TAC) の充実化に力を注いだ。朝鮮戦争時も戦略航空軍団 (SAC) から戦闘機部隊を戦闘や後方支援に協力させており、三沢基地に駐留したF-80飛行隊が朝鮮に派遣された時は、日本の防空のためにアメリカ本土からSACの保有するF-84をローテーションで稼働させていた。当時はSACにも戦闘機飛行隊が存在しており、TACと一線を引いていた。しかし、SACは戦略ミサイルなどの部隊を傘下に収め、空軍では最大の軍団に成長した。当時、空軍上層部は対ソ連との全面戦争において、抑止力として大規模な戦力の維持、布石しようと考えていたため、ミサイルや爆撃機戦力を高く評価しており、SACをTACや航空宇宙防衛軍団 (ADC) よりも優遇する形となっていた。
1954年、空軍士官学校 (USAFA) がコロラド州コロラドスプリングスに開校した。初の女性士官候補生は、1980年5月28日に卒業した。

### ベトナム戦争
当初アメリカは、グリーンベレーなどの軍事顧問団の派遣や武器の提供で、南ベトナムを援助していたが、ジョンソン大統領が就任後、戦況は拡大した。1964年8月にトンキン湾事件が発生し、アメリカはこれを口実として8月5日に北ベトナムへの爆撃を命令する。空軍は、戦闘機や爆撃機を南ベトナムや周辺国の基地への派遣準備を開始した。その後、実際に空軍が北爆を開始したのは1965年2月からである。この間に、空軍の主力戦闘機は、F-100から始まっていたセンチュリーシリーズではなく、F-4 ファントムIIに変更となった。この時期の空軍は、核戦力の整備に力を注いでおり、ベトナム戦争のような通常兵器を用いた戦争には最適化されていなかった。また、信頼性の低い空対空ミサイルを主戦兵器として用いたF-4にとっては、容易な戦いではなかった。このほか、レーザー誘導爆弾、対レーダーミサイルなどの新兵器が開発され、運用された。
ジョンソン大統領は、1968年に北爆を停止。停戦協定に入る。しかし、ニクソン大統領が新たに大統領に就任すると、1969年6月から米軍の一部を撤退させはじめ、平和工作を行ったことから事態を一変させた。北ベトナムは地上部隊を集結させ、一気に南下し始めた。この時、既に米陸軍の殆どは撤退しており、北ベトナム軍に抵抗できるのは米空軍、米海軍、米海兵隊の航空戦力だけとなった。ニクソンは北爆を再開し、北ベトナムを攻撃した。この攻撃で北ベトナムもパリ和平協定に参加、1973年1月に停戦に合意した。

### 冷戦
冷戦期においては、ソ連を仮想敵として核戦争に対する警戒・準備を行っていた。1940年代後半においては核兵器は大型核爆弾しかなく、それを運用できるのは空軍のみであった。1950年代後半にアトラスなど大陸間弾道ミサイルが実用化されるとこれも空軍の管轄となった。
戦略航空軍団 (SAC) はB-29に次いでB-36が実用化され、さらにはジェット化したB-47、B-52といった大型爆撃機を配備し、核攻撃能力の保持に努めた。さらには高速性能で防空網を突破することを目論んだB-58が配備されたほか、マッハ3の超高速機であるXB-70も試験された。
台湾と米国が1954年に米華相互防衛条約に署名した後、米空軍は台湾に駐留し、1979年に中国との外交関係が樹立された後、米軍が台湾から撤退するまで、台湾の防空を維持するための主要基地として清泉崗基地と台南基地を使用した。

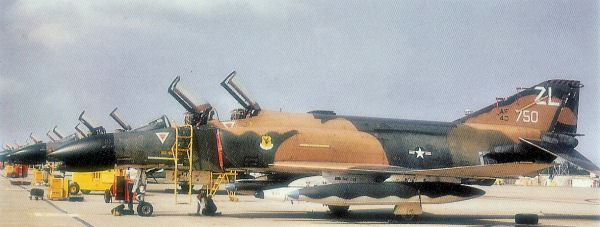
台湾、台中の清泉崗基地に駐留している米空軍第18航空団の第44戦術戦闘飛行隊のF-4C戦闘機（1973年10月2日）

1957年10月4日にソ連がスプートニク1号を打ち上げたことで、ソ連が核ミサイル分野においてアメリカを上回っているのではないかという恐れからミサイル・ギャップ論争に発展した。ミサイル・ギャップ論争は、ソ連の核攻撃による先制攻撃でアメリカ爆撃機が地上で全滅するのではないか、という危機感を高め、空軍首脳による戦略爆撃機の一部に核爆弾を常時搭載し空中待機させる方針決定の要因となった。SACは、1962年10月にB-52を訓練、移動を問わずに常に核弾頭を搭載し、指令を受ければ直ぐに指示されたソ連本土へ空中給油を受けつつ侵攻することができるような体制を構築した。実際にはミサイル・ギャップは虚構にすぎなかったのだが、1960年代では核弾頭を搭載した爆撃機がアメリカ本土上空を飛ぶことが日常化していた。そのため、ブロークン・アロー（核弾頭が爆発、破壊、盗難、核搭載機の墜落などの非常事態）に相当する事故も多数発生している。このSACによる滞空警戒 (Airborne Alert) は1968年まで続けられた。また、空中待機以外にも、爆撃機は指令から15分程度で緊急発進が可能なように猛訓練を実施、B-52を15秒おきに次々と離陸させるMITO (Minimum Interval TakeOff) という緊急離陸技術も考案された。
ジェット戦闘機については、朝鮮戦争後は戦闘爆撃機および迎撃機が重視され、F-105戦闘爆撃機やF-102迎撃機、F-106迎撃機が開発・配備された。一時は地対空ミサイルを無人戦闘機扱いにしてF-99ボマークの運用を図ったこともあった。

### 湾岸戦争
1991年の湾岸戦争は、アメリカ空軍にとってベトナム戦争以来の大規模な武力衝突であった。イラクのクウェート侵攻後、直ちに中東への部隊展開を行い、1990年8月7日にはサウジアラビアで防空任務を開始した。また、軍事空輸軍団のほか民間予備航空隊の動員を行い、合衆国本土やヨーロッパから人員・地上戦力の輸送を実施している。1991年1月17日にF-117攻撃機を先頭にイラク領内の爆撃を開始、イラクの防空・航空戦力に壊滅的な打撃を与え、航空優勢を獲得、多国籍軍の勝利に貢献した。

### ボスニアとコソボ
ユーゴスラビア紛争においてはNATO軍として、旧ユーゴスラビア地域のセルビア勢力に対し爆撃を行った。1995年にデリバリット・フォース作戦、1999年にアライド・フォース作戦が実施されている。海軍・同盟国軍と共に行なったこれらの作戦では誘導兵器が多用され、セルビア勢力を弱体化させる戦果を挙げた。

### イラクとアフガニスタン
2001年にアメリカ同時多発テロ事件が発生すると、テロ攻撃警戒のために合衆国本土の防空態勢を強化、引き続き対テロ戦争の一環としてターリバーン攻撃のためにアフガニスタン侵攻を行った。2003年にはサダム・フセイン政権打倒のためのイラク戦争にも投入されている。偵察・監視活動にRQ-4を投入するなど高性能無人航空機の大幅な活用を始めている。

## 指揮
アメリカ空軍の長は 空軍参謀総長が務め、4つ星の将官である大将が任命される。 他の統合参謀本部のメンバーと同じく、空軍参謀総長に航空部隊に対する作戦上の直接指揮権は無い。権限としてあるのは軍内行政執行権および軍政策決定権だけであり、作戦指揮権は大統領から国防長官を通して命令を下される各統合軍司令官にある。空軍参謀総長に部隊指揮権は無いものの、各軍の参謀総長と共に統合参謀本部を構成し、大統領に軍事上のアドバイスをする立場にある。

## 組織
政府行政機関として国防総省内に空軍省 (Department of the Air Force) があり、空軍の行政面に携わっている。最高責任者は文民の空軍長官 (SECAF)。また、空軍参謀本部が部隊管理の責任を有しており、最高責任者は軍人の空軍参謀総長 (CSAF) となる。2020年8月時点で空軍長官はフランク・ケンドール3世が務めており、空軍参謀総長はチャールズ・Q・ブラウン・ジュニア大将、空軍最先任上級曹長はジョアンヌ・A・バス最先任上級曹長がそれぞれ務めている。
空軍参謀本部の下に部隊管理系統とし10個の主要軍団 (Major Command, MAJCOM) が編制され、各主要軍団は一つまたは複数の番号空軍 (Numbered Air Force, AF) によって編成されている。各航空軍は複数の航空団 (Wing) および群 (group)・飛行隊 (Squadron) によって編成されている。このほか、35の外局と空軍参謀本部下に3つの直属機関がある。かつては航空団下に航空師団 (Air Division) があったが、これは1992年までに廃止されている。
現役の正規空軍のほか、予備兵力として空軍予備役および空軍州兵がある。行政面では空軍省内の空軍予備役局および空軍州兵総局によって扱われ、部隊面では空軍予備役軍団をはじめ、各部隊ごとに編成されている。予備部隊は恒常的に動員・運用され、正規部隊を支援している。
以下に2008年時点のアメリカ空軍の編成を示す。

### 主要軍団
10個の主要軍団が組織されている。直近では2007年に発生した核兵器移送事故を受けて、2009年8月7日に航空戦闘集団 (ACC) に在った核爆撃部隊と宇宙軍団に在ったICBM部隊を統合して地球規模攻撃軍団 (Air Force Global Strike Command) が新設された。
かつては、空軍サイバー軍団 (AFCYBER) の新設が予定されていたが、これは2008年に中止された。
- 航空戦闘軍団 (Air Combat Command,ACC)：バージニア州 ラングレー空軍基地
- 航空教育・訓練軍団 (Air Education and Training Command, AETC)：テキサス州 ランドルフ空軍基地
- 地球規模攻撃軍団 (Air Force Global Strike Command, AFGSC)：ルイジアナ州 バークスデール空軍基地
- 空軍資材軍団 (Air Force Materiel Command, AFMC)：オハイオ州 ライトパターソン空軍基地
- 空軍予備役軍団 (Air Force Reserve Command, AFRC)：ジョージア州 ロビンス空軍基地
- 空軍宇宙軍団 (Air Force Space Command, AFSPC)：コロラド州 ピーターソン空軍基地
- 空軍特殊作戦コマンド (Air Force Special Operations Command, AFSOC)：フロリダ州 ハルバート・フィールド
- 航空機動軍団 (Air Mobility Command, AMC)：イリノイ州 スコット空軍基地
- 在欧アメリカ空軍・アメリカ空軍アフリカ (United States Air Forces in Europe – Air Forces Africa, USAFE-AFAFRICA)：ドイツ ラムシュタイン空軍基地
- 太平洋空軍 (Pacific Air Forces, PACAF)：ハワイ州 ヒッカム空軍基地

### 航空軍
- 第1空軍：フロリダ州 ティンダル空軍基地-航空戦闘軍団 (ACC), 北方軍
- 第2空軍：ミシシッピ州 キースラー空軍基地-航空教育・訓練軍団 (AETC)
- 第3空軍：ドイツ ラインラント＝プファルツ州 ラムシュタイン空軍基地-在欧米空軍 (USAFE), 欧州軍
- 第4空軍：カリフォルニア州 マーチ空軍予備役基地-空軍予備役軍団 (AFRC)
- 第5空軍：日本 東京都 横田空軍基地-太平洋空軍 (PACAF), 太平洋軍
- 第7空軍：韓国 京畿道 烏山空軍基地-太平洋空軍 (PACAF), 太平洋軍
- 第8空軍：ルイジアナ州 バークスデール空軍基地-地球規模攻撃軍団 (AFGSC), 戦略軍・統合戦力軍
- 第9空軍：サウスカロライナ州 ショウ空軍基地-航空戦闘軍団 (ACC), 中央軍
- 第10空軍：テキサス州 フォートワース海軍航空基地統合予備役基地-空軍予備役軍団 (AFRC)
- 第11空軍：アラスカ州 エルメンドルフ空軍基地-太平洋空軍 (PACAF), 太平洋軍
- 第12空軍：アリゾナ州 デビスモンサン空軍基地-航空戦闘軍団 (ACC), 南方軍
- 第14空軍：カリフォルニア州 ヴァンデンバーグ空軍基地-空軍宇宙軍団 (AFSPC), 戦略軍
- 第15空軍：サウスカロライナ州 ショウ空軍基地-航空戦闘軍団 (ACC)
- 第16空軍：テキサス州 サンアントニオ統合基地-航空戦闘軍団 (ACC)
- 第17遠征空軍：ドイツ ラムシュタイン空軍基地-在欧米空軍 (USAFE), アフリカ軍
- 第18空軍：イリノイ州 スコット空軍基地-航空機動軍団 (AMC), 輸送軍
- 第19空軍：テキサス州 ランドルフ空軍基地-航空教育・訓練軍団 (AETC)
- 第20空軍：ワイオミング州 フランシス E.ワーレン空軍基地-地球規模攻撃軍団 (AFGSC), 戦略軍
- 第22空軍：ジョージア州 ドビンス空軍基地-空軍予備役軍団 (AFRC)
- 第23空軍：フロリダ州 ハルバート・フィールド-空軍特殊作戦コマンド (AFSOC), 特殊作戦軍
- 第24空軍：テキサス州 ラックランド空軍基地-空軍宇宙軍団 (AFSPC), 戦略軍

### 参謀本部直属機関
- 空軍ワシントン地区隊 (Air Force District of Washington, AFDW)
- 空軍運用試験評価センター (Air Force Operational Test and Evaluation Center, AFOTEC)
- アメリカ空軍士官学校 (United States Air Force Academy, USAFA)

### 外局
- 空軍歴史調査局 (AFHRA)
- 空軍気象局 (AFWA)
- 空軍報道局 (AFNA)
- 空軍特別捜査局 (AFSOI)
- 空軍通信局 (AFCA)
- 空軍警備隊センター (AFSFC)
- 空軍監察局 (AFIA)
- 空軍医療支援局 (AFMSA)

### 航空宇宙遠征任務部隊
通常の部隊編成のほか、アメリカ空軍では必要に応じ、緊張地域に増強した部隊を展開し続ける方策として航空宇宙遠征任務部隊 (Air and Space Expeditionary Task Force, AETF) 方式を取り入れている。これは、1990年代から取り入れられた方式である。AETFは、空軍の全戦闘兵力を10個ほどの均等に分割して編成したものであり、各種兵力が含まれた混成航空団である。各AETFは、ほぼ同等の戦力構成であり、緊張地域に増援として派遣されたAETFには各部隊からローテーションで定期的に戦力派遣を行なうことにより、一部の部隊に過度の負担を強いることなく、前線地域への戦力展開を続けることができる。各部隊は通常の所属のほか、派遣先のAETFが決められており、訓練期間と定期的な前線派遣期間を繰り返すこととなる。なお、AETFは部隊規模に応じ航空遠征航空団 (Air Expeditionary Wing, AEW) や航空遠征群 (Air Expeditionary Group, AEG) となる。

### その他の組織
| 組織名                             | 所在地                              | 主要軍団            | 航空機 |
| ---------------------------------- | ----------------------------------- | ------------------- | ------ |
| 空軍工科大学                       | オハイオ州 ライトパターソン空軍基地 | -                   | -      |
| アメリカ空軍戦闘センター           | ネバダ州 ネリス空軍基地             | 航空戦闘軍団 (ACC)  | -      |
| オクラホマシティ航空兵站施設 (ALC) | オクラホマ州 ティンカー空軍基地     | 空軍資材軍団 (AFMC) | -      |
| 航空機動戦センター                 | ニュージャージー州 フォートディクス | -                   | -      |

かつてあった航空師団についてはアメリカ空軍の航空師団一覧を参照

## 装備[2]
戦闘機
- F-15C/D イーグル ×249
- F-15E ストライクイーグル ×220

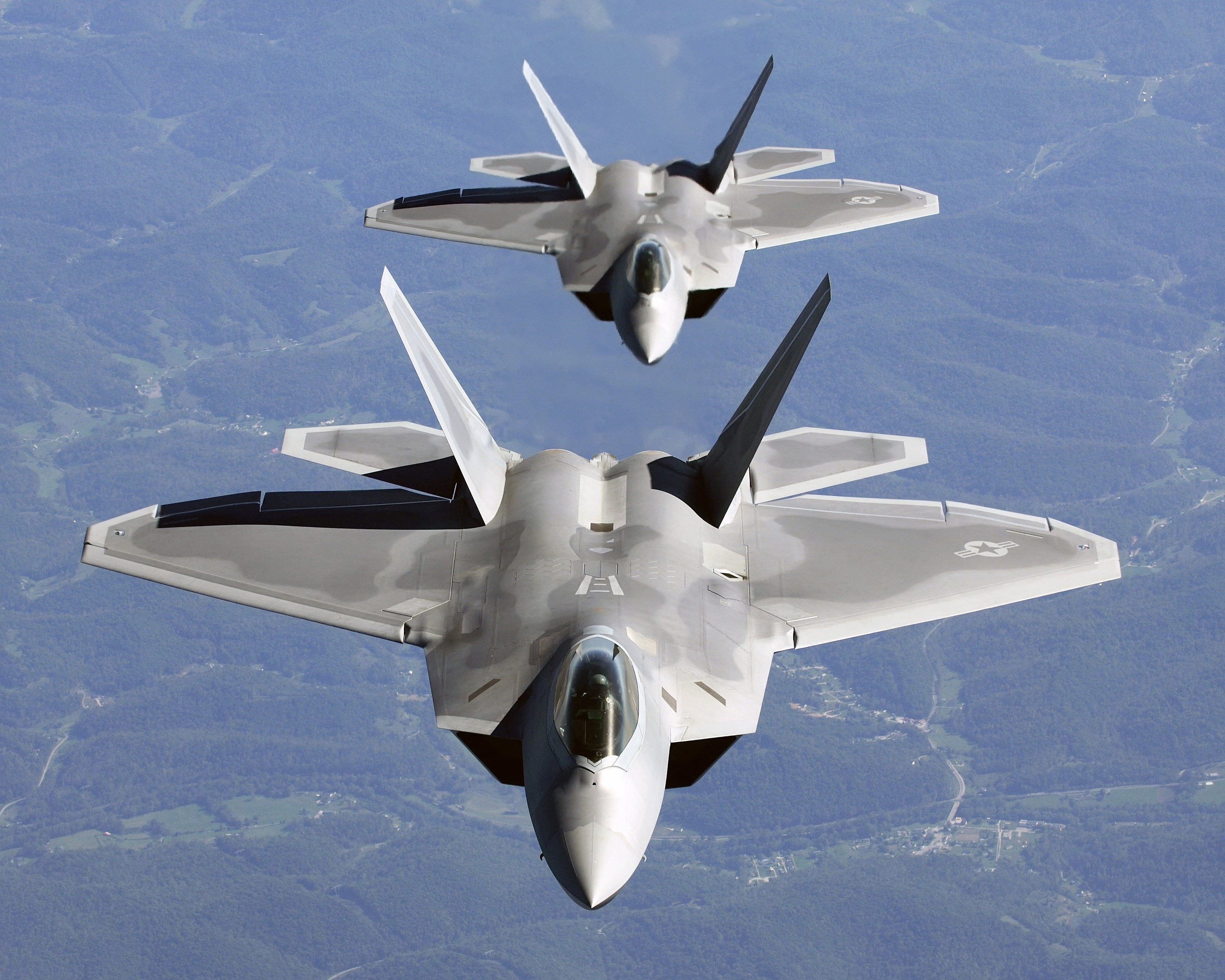
F-22A ラプター

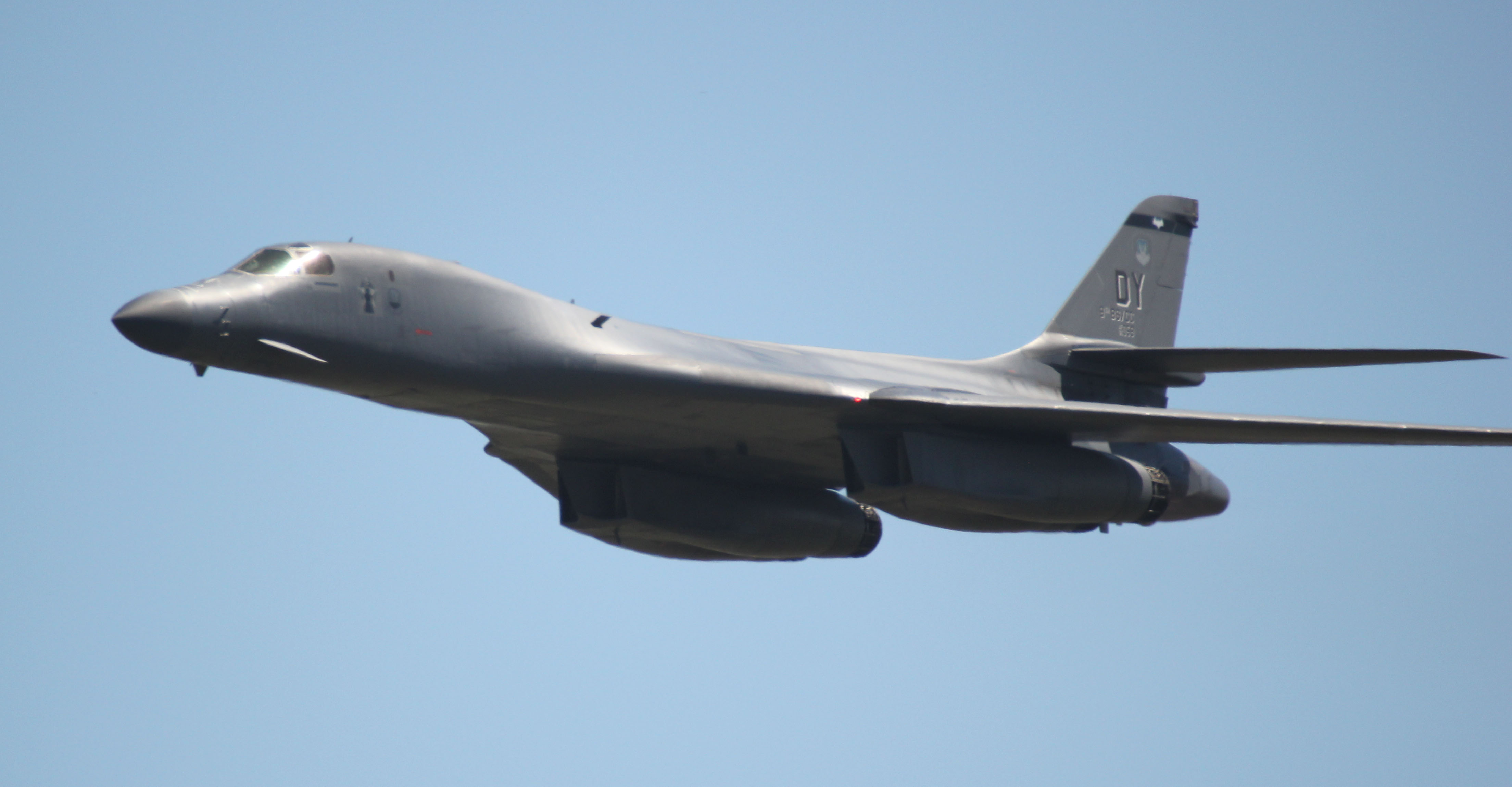
B-1B ランサー

- F-15EX イーグルII ×9[3]　(追加配備中)
- F-16C ファイティングファルコン ×708
- F-16D ファイティングファルコン ×133
- F-22A ラプター ×178
- F-35A ライトニングII ×386　(追加配備中)

攻撃機
- A-10C/OA-10 サンダーボルトII ×234
- AC-130W スティンガーⅡ ×29
- AC-130J ゴーストライダー ×3
- OA-1K スカイレイダーⅡ ×5[4]　(追加配備中)

爆撃機
- B-1B ランサー ×40
- B-2A スピリット ×18
- B-21 レイダー ×6　(追加配備中)
- B-52H ストラトフォートレス ×72

早期警戒管制機・早期警戒機・電子戦機・捜索救難機
- E-3B/C/G セントリー ×19
- E-4B ナイトウォッチ ×4
- C-32B ×4
- CN235 ×5
- DHC-8 ×10
- EC-130H コンパス・コール ×4
- EC-130J コマンド・ソロ ×7
- EC-37B ×3　(追加配備中)
- E-11A ×6　(追加配備中)
- HC-130J コンバット・キングII ×40　(追加配備中)
- MC-12W リバティ ×40
- RC-26B ×11
- U-28（英語版） ×23
- RC-135S コブラボール/U コンバット・セント/V/W リベットジョイント ×22
- U-2S ドラゴンレディ ×24

給油機・特殊作戦機
- KC-46A ペガサス ×95[5]　(追加配備中)
- MC-130J コマンドーII ×59　(追加配備中)
- KC-135R/T ストラトタンカー ×375

輸送機
- An-28 ×5
- C-12J ヒューロン ×3
- C-5M ギャラクシー ×52
- C-17 グローブマスターIII ×220
- C-130H ハーキュリーズ ×153
- C-130J スーパーハーキュリーズ ×171　(追加配備中)
- セスナ208 ×2
- DHC-6 ×1
- C-146 ×21
- C-20H ×1
- ガルフストリーム G550 ×1
- C-12 ヒューロン ×22
- C-21A ×19
- PA-31（英語版） ×1
- U-28（英語版） ×11

回転翼機
- MH-139 ×8　(追加配備中)
- CV-22 ×52
- Mi-171 ×1
- UH/MH/HH-60 ブラックホーク ×107　(追加配備中)
- UH-1N ツインヒューイ ×64

練習機
- ビーチクラフト バロン ×1
- T-1A ジェイホーク ×178
- F-117A ナイトホーク ×5
- G120TP ×2
- T-53A ×25
- T-6 テキサンII ×442
- T-7A ×1　(追加配備中)
- T-38 タロン ×485
- TC-135 ×3
- TU-2S ×3
- UH-1H ×39

## 階級

### 士官
空軍の士官の階級は、将官・佐官・尉官の3種類に分けられる。将官は空軍元帥・大将 (O-10) から准将 (O-7)、佐官は大佐 (O-6) から少佐 (O-4)、尉官は大尉 (O-3) から少尉 (O-1) である。
このうち空軍元帥については、戦時中のみ任命される階級であり、2020年8月現在で任命されている者はいない。
| 給与等級       | O-1   | O-2    | O-3  | O-4  | O-5    | O-6  | O-7      | O-8     | O-9    | O-10 | Special grade |  |
| -------------- | ----- | ------ | ---- | ---- | ------ | ---- | -------- | ------- | ------ | ---- | ------------- |  |
| 階級章         |       |        |      |      |        |      |          |         |        |      |               |  |
| 勤務服用階級章 |       |        |      |      |        |      |          |         |        |      |               |  |
| 階級           | 少尉  | 中尉   | 大尉 | 少佐 | 中佐   | 大佐 | 准将     | 少将    | 中将   | 大将 | 空軍元帥      |  |
| 略称           | 2d Lt | 1st Lt | Capt | Maj  | Lt Col | Col  | Brig Gen | Maj Gen | Lt Gen | Gen  | GAF           |  |
| NATO階級コード | OF-1  | OF-1   | OF-2 | OF-3 | OF-4   | OF-5 | OF-6     | OF-7    | OF-8   | OF-9 | OF-10         |  |
|                |       |        |      |      |        |      |          |         |        |      |               |  |

### 准士官

#### 初期の准士官と運用廃止
アメリカ合衆国法典第10編には、空軍長官が准士官を任命する規定が設けられていたが、空軍は長年にわたり准士官の階級を運用しておらず、2019年に新編された宇宙軍とともに2024年まで使用していなかった。准士官制度の運用を行っていないのは、アメリカ軍では空軍と宇宙軍のみであった。空軍は1947年に陸軍から独立した軍種となった際に陸軍から准士官制度を継承し、長らく運用していたものの1959年を最後に准士官の任命を停止した。そして同年に、下士官の最高位である最上級曹長 (Chief  Master Sergeant) への初めての昇進が行われた。それ以降、空軍では徐々に准士官の運用を廃止していった。
空軍の最後の現役准士官であったジェームズ・H・ロング上級准尉4(CWO4)は1980年に退役し、最後の予備役准士官であったボブ・バロー上級准尉4(CWO4)は1992年に退役した。なおボブ・バロー上級准尉4(CWO4)は退役に際し、上級准尉5(CWO5)に名誉昇進を果たし、空軍ではこの階級に到達した唯一の軍人となった。バローの退役、空軍の准士官階級は法律上に規定を残すのみとなり、運用廃止となった。

#### 准士官の復活
2024年2月12日に開催されたAFA戦争シンポジウムにおいて、サイバー分野及び情報技術分野における准士官階級が2025会計年度(FY25)から再導入されることが発表された。この取り組みは、指導職、主に士官への昇進を希望しない空軍兵士が、サイバー分野及び情報技術分野において、その特技や技術を維持することを目的にしていると説明された。
空軍は当初、2025年夏までに30名の准士官候補生に対する訓練を開始することを計画した。しかし、2024年7月末までに、当初の予想を大幅に上回る78名の空軍兵士が、約66年ぶりに空軍の准士官となるために選ばれたと発表した。この78名の准士官候補生は3つの訓練クラスに分けられ、最初のクラスは2024年10月に訓練が開始された。
2024年12月6日、アラバマ州のマクスウェル空軍基地に新編された空軍准士官候補生学校を30名の空軍兵士が卒業した。この卒業生はらは、1992年以来、アメリカ空軍で勤務する最初の准士官に任命された。なお卒業に際し、准尉1(WO1)または上級准尉2(CWO2)の階級を指定された。
| 階級章         |       |           |           |           |           |  |  |  |  |  |  |
| 階級           | 准尉1 | 上級准尉2 | 上級准尉3 | 上級准尉4 | 上級准尉5 |  |  |  |  |  |  |
| 略称           | WO-1  | CWO-2     | CWO-3     | CWO-4     | CWO-5     |  |  |  |  |  |  |
| NATO階級コード | WO-1  | WO-2      | WO-3      | WO-4      | WO-5      |  |  |  |  |  |  |
|                |       |           |           |           |           |  |  |  |  |  |  |

### 下士官兵
空軍の下士官兵はE-1からE-9の給与等級に分けられる。空軍に入隊したら、士官や下士官、兵にかかわらず航空兵 (Airmen) と呼ばれる。そして、陸軍に入隊した者がすべて兵士 (Soldies) と呼ばれるのと同様に、下士官以下であるE-1からE-4までの者も航空兵 (Airmen) に含まれる。
給与等級がE-5以上になった航空兵は下士官 (NCO) に区別される。そして、下士官のうちE-5およびE-6を単に「下士官 (NCOs)」と言い、E-7からE-9を「上級下士官 (Senior NCOs)」と言う。また場合によっては、E-5およびE-6を特に「下級下士官 (Jonior NCO)」と言う場合がある。
空軍はアメリカ軍の中で、唯一E-4が兵に区別され、下士官はE-5以上となっている。空軍以外ではE-4は下士官に区別され、陸軍と海兵隊では伍長の階級、海軍と沿岸警備隊では3等兵曹の階級が該当する。

#### 下士官
| 階級章         |         |         |         |      |          |          |            |                      |                          |                      |                    |                          |  |  |
| 階級           | 3等軍曹 | 2等軍曹 | 1等軍曹 | 曹長 | 先任曹長 | 上級曹長 | 最上級曹長 | 部隊等最先任上級曹長 | 上級部隊等最先任上級曹長 | 州兵総局最先任下士官 | 空軍最先任上級曹長 | 統合参謀本部最先任下士官 |  |  |
| 略称           | SSgt    | TSgt    | MSgt    | MSgt | SMSgt    | SMSgt    | CMSgt      | CMSgt                | CCM                      | SEANGB               | CMSAF              | SEAC                     |  |  |
| NATO階級コード | OR-5    | OR-6    | OR-7    | OR-7 | OR-8     | OR-8     | OR-9       | OR-9                 | OR-9                     | OR-9                 | OR-9               | OR-9                     |  |  |
|                |         |         |         |      |          |          |            |                      |                          |                      |                    |                          |  |  |

#### 兵
| 階級章         | No insignia |        |        |      |  |  |  |  |  |  |  |  |  |  |
| 階級           | 二等兵      | 一等兵 | 上等兵 | 兵長 |  |  |  |  |  |  |  |  |  |  |
| 略称           | AB          | Amn    | A1C    | SrA  |  |  |  |  |  |  |  |  |  |  |
| NATO階級コード | OR-1        | OR-2   | OR-3   | OR-4 |  |  |  |  |  |  |  |  |  |  |
|                |             |        |        |      |  |  |  |  |  |  |  |  |  |  |

## アメリカ空軍出身の著名人
- エドウィン・オルドリン（バズ・オルドリン）

人類初の月面着陸を果たした宇宙飛行士。
- マイケル・コリンズ

初の月面着陸を果たしたアポロ11号に搭乗した宇宙飛行士。
- フランシス・ゲーリー・パワーズ

U-2撃墜事件で撃墜されたU-2偵察機のパイロット。
- チャック・ノリス
- ガス・グリソム
- デイヴィッド・スコット
- エリソン・オニヅカ
- アイリーン・コリンズ
- ジェイ・ウォーリー・ヒギンズ
- ボブ・ロス